# 大洲市立平野小学校
大洲市立平野小学校（おおずしりつ ひらのしょうがっこう）は、愛媛県大洲市にある公立小学校。
大洲市立平野中学校と隣接し、小中一貫教育を実施している。

## 沿革
- 1954年（昭和29年）9月1日 - 喜多郡平野村が同郡9町村と合併したのに伴い、大洲市立平野小学校と改称。

## 周辺
- 大洲市立平野中学校
- 大洲市平野連絡所
- 大洲平野郵便局
- 愛媛県道234号大洲保内線
- 久米川

## アクセス
- JR予讃線 伊予平野駅から北へ200m
- 宇和島バス 平野にて下車

## 脚註
1. ↑  大洲市公立学校管理規則 第8条の2